# Valle de Hecho
Valle de Hecho ist eine Gemeinde (municipio) in den Pyrenäen in der Provinz Huesca der Autonomen Gemeinschaft Aragonien. Valle de Hecho gehört zur Comarca Jacetania. Der Hauptort und Verwaltungssitz ist Hecho mit 798 Einwohnern (Stand: 2024).

## Gemeindegliederung
- Hecho
- Catarecha
- Embún
- Santa Lucía
- Siresa
- Urdués